# SYT7
SYT7 (англ. Synaptotagmin 7) – білок, який кодується однойменним геном, розташованим у людей на короткому плечі 11-ї хромосоми. Довжина поліпептидного ланцюга білка становить 403 амінокислот, а молекулярна маса — 45 501.
| 10         |  | 20         |  | 30         |  | 40         |  | 50         |
| ---------- |  | ---------- |  | ---------- |  | ---------- |  | ---------- |
| MYRDPEAASP |  | GAPSRDVLLV |  | SAIITVSLSV |  | TVVLCGLCHW |  | CQRKLGKRYK |
| NSLETVGTPD |  | SGRGRSEKKA |  | IKLPAGGKAV |  | NTAPVPGQTP |  | HDESDRRTEP |
| RSSVSDLVNS |  | LTSEMLMLSP |  | GSEEDEAHEG |  | CSRENLGRIQ |  | FSVGYNFQES |
| TLTVKIMKAQ |  | ELPAKDFSGT |  | SDPFVKIYLL |  | PDKKHKLETK |  | VKRKNLNPHW |
| NETFLFEGFP |  | YEKVVQRILY |  | LQVLDYDRFS |  | RNDPIGEVSI |  | PLNKVDLTQM |
| QTFWKDLKPC |  | SDGSGSRGEL |  | LLSLCYNPSA |  | NSIIVNIIKA |  | RNLKAMDIGG |
| TSDPYVKVWL |  | MYKDKRVEKK |  | KTVTMKRNLN |  | PIFNESFAFD |  | IPTEKLRETT |
| IIITVMDKDK |  | LSRNDVIGKI |  | YLSWKSGPGE |  | VKHWKDMIAR |  | PRQPVAQWHQ |
| LKA        |  |            |  |            |  |            |  |            |

A: Аланін

C: Цистеїн

D: Аспарагінова кислота

E: Глутамінова кислота

F: Фенілаланін

G: Гліцин

H: Гістидин

I: Ізолейцин

K: Лізин

L: Лейцин

M: Метіонін

N: Аспарагін

P: Пролін

Q: Глутамін

R: Аргінін

S: Серин

T: Треонін

V: Валін

W: Триптофан

Кодований геном білок за функцією належить до фосфопротеїнів. 
Задіяний у таких біологічних процесах, як екзоцитоз, альтернативний сплайсинг. 
Білок має сайт для зв'язування з молекулою кальмодуліну, іонами металів, іоном кальцію. 
Локалізований у клітинній мембрані, мембрані, клітинних контактах, цитоплазматичних везикулах, лізосомі, пероксисомах, синапсах.